# Näsums distrikt
Näsums distrikt är ett distrikt i Bromölla kommun och Skåne län. 
Distriktet ligger norr om Bromölla. 

## Tidigare administrativ tillhörighet
Distriktet inrättades 2016 och utgörs av socknen Näsum i Bromölla kommun.
Området motsvarar den omfattning Näsums församling hade vid årsskiftet 1999/2000.